# Mbarka Bouaida

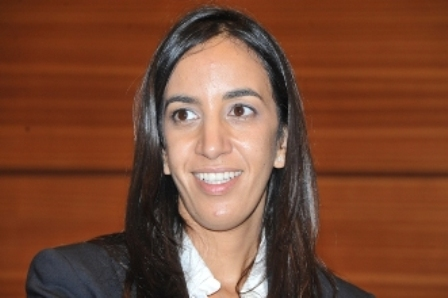
Mbarka Bouaida

Mbarka Bouaida (sinh năm 1975) là một chính trị gia Ma-rốc, từng là Bộ trưởng Bộ Ngoại giao và Hợp tác trong chính phủ của ông Benkirane.

## Tuổi trẻ
Bouaida sinh năm 1975 tại Laqssabi gần Guelmim. Cô là người gốc Sahrawi.
Bouaida nhận bằng của Trường Quản lý sau đại học tại Casablanca và bằng MBA của Đại học Hull và bằng Thạc sĩ Truyền thông của Đại học Toulouse.

## Công việc
Bouaida là Giám đốc Kiểm toán và Kiểm soát quản lý cho Tập đoàn Petrom từ năm 2003.
Bouaida là thành viên của Hiệp hội Độc lập Quốc gia và được bầu theo hạn ngạch của phụ nữ tại Hạ viện để đại diện cho Anfa vào năm 2007, biến cô thành thành viên trẻ nhất của quốc hội. Bà chủ trì Ủy ban Đối ngoại và Quốc phòng và Tôn giáo và chịu trách nhiệm về quan hệ giữa Nghị viện Ma-rốc và Châu Âu. Vào tháng 6 năm 2009, cô cũng được bầu vào hội đồng thành phố Greater Casablanca.
Bouaida được bầu vào nhiệm kỳ quốc hội thứ hai năm 2010. Bà được Vua Mohammed VI bổ nhiệm làm Bộ trưởng Ngoại giao vào ngày 10 tháng 10 năm 2013.
Bouaida là Phó Chủ tịch Diễn đàn Nghị viện Quốc tế về Dân chủ kể từ tháng 9 năm 2011 và là thành viên của Trung tâm Bắc-Nam của Hội đồng Châu Âu. Bà cũng là Tổng thư ký của Hiệp hội Giáo dục Moustaqbal. Bà được Diễn đàn kinh tế thế giới đặt tên là "Nhà lãnh đạo trẻ toàn cầu". Bà cũng đại diện cho Morocco trong Hội nghị Nghị viện Euro-Địa Trung Hải. Vào năm 2015, cô đã dẫn đầu phái đoàn của Morocco tới Hội nghị thượng đỉnh Nhà Trắng về Chống bạo lực cực đoan do Joe Biden dẫn đầu.

## Liên kết mở rộng
- Website[liên kết hỏng]